# Cupa Mondială de Baschet Masculin din 2019 - Grupa B
Grupa B de la Cupa Mondială de Baschet Masculin din 2019 a fost o grupă preliminară din cadrul Cupei Mondiale de Baschet Masculin din 2019 care și-a desfășurat meciurile la Wuhan Gymnasium, Wuhan. Echipele care au făcut parte din această grupă au fost: Argentina, Coreea de Sud, Nigeria și Rusia. Fiecare echipă a jucat cu fiecare echipă, primele două s-au calificat pentru a doua rundă, iar ultimele două pentru grupele pentru stabilirea părții inferioare a clasamentului final.

## Clasament
| Loc | Echipa        | MJ | V | Î | PM  | PP  | PD  | Pct | Calificare                               |
| --- | ------------- | -- | - | - | --- | --- | --- | --- | ---------------------------------------- |
| 1   | Argentina     | 3  | 3 | 0 | 258 | 211 | +47 | 6   | Avansează în Etapa a doua                |
| 2   | Nigeria       | 3  | 1 | 2 | 266 | 242 | +24 | 4   | Avansează în Etapa a doua                |
| 3   | Rusia         | 3  | 2 | 1 | 230 | 219 | +11 | 5   | Calificare pentru meciurile de clasament |
| 4   | Coreea de Sud | 3  | 0 | 3 | 208 | 290 | −82 | 3   | Calificare pentru meciurile de clasament |

## Meciuri

### Rusia vs. Nigeria
| 31 august 2019 16:30 |

| Boxscore |

| Rusia                                                  | 82–77 | Nigeria                                  |
| Scorul pe sferturi: 18–13, 22–22, 18–23, 24–19         |       |                                          |
| Pt: Kulagin 16 Rec: Kurbanov 7 Pase: Fridzon, Zubkov 4 |       | Pt: Okogie 18 Rec: Metu 6 Pase: Okogie 4 |

### Argentina vs. Coreea de Sud
| 31 august 2019 20:30 |

| Boxscore |

| Argentina                                         | 95–69 | Coreea de Sud                                   |
| Scorul pe sferturi: 22–11, 21–17, 28–16, 24–25    |       |                                                 |
| Pt: Laprovíttola 17 Rec: Scola 9 Pase: Campazzo 6 |       | Pt: Ratliffe 31 Rec: Ratliffe 15 Pase: Lee J. 7 |

### Nigeria vs. Argentina
| 2 septembrie 2019 16:30 |

| Boxscore |

| Nigeria                                        | 81–94 | Argentina                                   |
| Scorul pe sferturi: 17–28, 26–15, 18–29, 20–22 |       |                                             |
| Pt: Okogie 18 Rec: Aminu 8 Pase: Okogie 5      |       | Pt: Scola 23 Rec: Scola 10 Pase: Campazzo 8 |

### Coreea de Sud vs. Rusia
| 2 septembrie 2019 20:30 |

| Boxscore |

| Coreea de Sud                                   | 73–87 | Rusia                                                                       |
| Scorul pe sferturi: 18–27, 19–13, 12–23, 24–24  |       |                                                                             |
| Pt: Ratliffe 19 Rec: Ratliffe 10 Pase: Lee J. 5 |       | Pt: Fridzon, Vorontsevich 13 Rec: Kurbanov, Vorontsevich 7 Pase: Kurbanov 9 |

### Coreea de Sud vs. Nigeria
| 4 septembrie 2019 16:30 |

| Boxscore |

| Coreea de Sud                                         | 66–108 | Nigeria                                       |
| Scorul pe sferturi: 15–17, 16–32, 19–30, 16–29        |        |                                               |
| Pt: Ratliffe 18 Rec: Ratliffe 11 Pase: Lee J., Park 4 |        | Pt: Eric 17 Rec: Eric, Metu 9 Pase: Iroegbu 6 |

### Rusia vs. Argentina
| 4 septembrie 2019 20:30 |

| Boxscore |

| Rusia                                                   | 61–69 | Argentina                                     |
| Scorul pe sferturi: 17–12, 16–27, 7–14, 21–16           |       |                                               |
| Pt: Zubkov 18 Rec: Vorontsevich, Zubkov 7 Pase: Sopin 4 |       | Pt: Campazzo 21 Rec: Scola 9 Pase: Campazzo 7 |